# Adam Kulesza
Adam Kulesza (ur. 1976) – polski koszykarz występujący na pozycji silnego skrzydłowego.

## Osiągnięcia
Drużynowe
- Mistrz Polski (1995, 1997)
- Finalista Pucharu Polski (1995)
- Awans do najwyższej klasy rozgrywkowej (1993)